# László Vásárhelyi
László Vásárhelyi a fost primar al Clujului în perioada 1940 - 1941.